# Історичний архів Йокогами
Історичний архів Йокогами (яп. 横浜開港資料館) — архів і музей, присвячений історії Йокогами у періоди Едо, Мейдзі, Тайсьо і Сьова. Архівно-музейний комплекс розміщений в історичній будівлі колишнього британського консульства і в сучасному корпусі. Архів відкрито 1981 року. Розташований у районі Нака.
У другій половині XIX століття Йокогама стала важливим центром контактів між Японією і зовнішнім світом. Тут виник один із перших у Японії «відкритих портів» для торгівлі із зовнішнім світом, тут же існувало «міжнародне поселення» Ямате, де постійно жили іноземці. Історія контактів між Японією і зовнішнім світом у XIX—XX століттях є основною спеціалізацією історичного архіву Йокогами.

## Експозиція

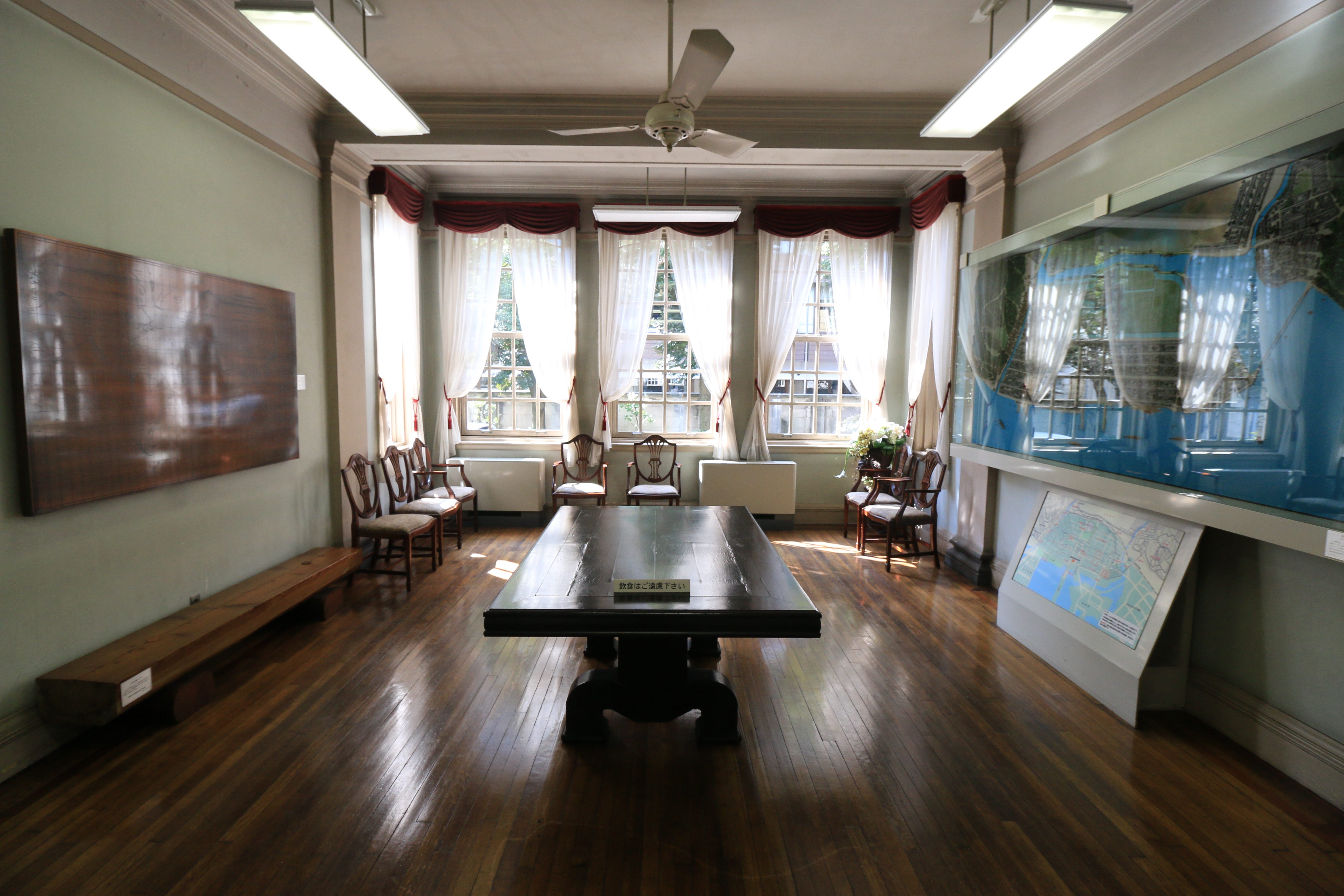
Приміщення старого британського консульства

Музейні експозиції розміщено в історичній будівлі старого британського консульства, побудованій 1931 року. Тут містяться експозиції, присвячені історії «відкриття» Японії для зовнішнього світу в 1850-х роках та історії подальших контактів між Японією і зовнішнім світом. Тут експонуються різні документи: малюнки, карти, фотографії тощо. У кількох приміщеннях реконструйовано інтер'єри британського консульства.

## Архівні фонди
В архіві зібрано документи такої тематики:
- Урядові документи міста Йокогами та префектури Канаґава.
- Документи, пов'язані з міжнародними відносинами Японії. Зокрема дипломатичні документи, що відбивають Міжнародні відносини між Японією, США, Великою Британією, Францією та іншими країнами; документи японських дипломатів; документи, пов'язані з «міжнародним поселенням» у Йокогамі, його жителями та іноземними фірмами, які діяли в Йокогамі.
- Документи, пов'язані з місцевими лідерами. В період Едо на території нинішньої Йокогами містилося близько двохсот сіл. В архіві зберігаються адміністративні та особисті документи сільських старост, які в той час відігравали роль лідерів сільських громад і вели місцеву адміністрацію.
- Документи, пов'язані з місцевими торговцями. Після відкриття міжнародного порту Йокогама стала важливим центром торгівлі шовком. У цій торгівлі брали участь багато багатих селян із сусідніх регіонів. У архіві зберігаються документи, пов'язані з їхньою діяльністю.
- Газети і журнали. В архіві зберігається велика колекція газет і журналів, що виходили в Японії і за кордоном (у США, Великій Британії, Китаї) японською та іноземними мовами.
- Іконографічні колекції. В архіві зберігається колекція малюнків, гравюр, фотографій тощо.
- Інші колекції. В архіві також зберігаються інші колекції, пов'язані з історією Йокогами, наприклад колекція іноземних книг і журналів про Японію.

Матеріали архівних колекцій доступні для ознайомлення в читальному залі.